# KENZO (ミュージシャン)
植木 建象(KENZO)（KNZ、ケンゾ、1982年12月9日 - ）は、東京都渋谷区出身の日本の音楽家。彩冷える及びGREMLINSのドラマー。

## 概要
彩冷えるの他にAKiやBAROQUEを始め、from ARGONAVIS内のFantôme Irisなど、交流のあるバンドやプロジェクトにもサポートドラマーとして参加している。
ソロプロジェクト名義の「BVCCI HAYNES」ではボーカルとしても活動している。
また、ムックのボーカル逹瑯が結成したセッションバンド、カラスにもドラマーとして参加している。

## 来歴
2002年 - 2003年頃からヴィジュアル系シーンで活動するようになり、友人の紹介で2005年に彩冷えると出会いそのままサポートドラマーとなり、同年10月1日にドラマーとして彩冷えるに正式加入した。2009年5月に徳間ジャパンよりメジャー・デビューするも、2010年8月に事務所やメンバー間の問題により同バンドを他3人のメンバーと共に事実上脱退。同年9月より「AYABIE」として活動を始め、2011年7月にトイズファクトリーよりメジャー・デビュー。2013年7月5日をもってAYABIEを脱退。
独立した2013年には自主レーベル「Anti Onion Records」を立ち上げ。同年3月より新たな目標の第一歩として発足していたBerrygera&Co.に続き、同年8月に柩と共にGREMLINSを結成。更に同年10月にソロプロジェクトとしてBVCCI HAYNESを始動させた。
2015年に結成された別プロジェクトANOMIY.ではボーカルを担当した。
2016年12月9日にオフィシャルファンクラブ『Halo』を携帯アプリにて発足（2021年6月30日にサービス終了）。
AYABIEとして主題歌及びサウンドトラックを務めた映画、「縁 -enishi-」（2011年）では俳優としても出演した。
2019年5月8日には彩冷えるとして活動を再開した。
2021年1月1日より、エースクルー・エンタテインメントの所属アーティストとなる。同時に、バンド活動以外の活動は植木 建象として活動することを公表。
2021年7月1日より、Fanicon内にてANTI ONION ALLIANCEを発足。
2022年12月31日、パール楽器製造とのエンドースメント契約満了を発表した。

## 人物
使用するドラムセットはパール楽器製造（2016年まではTAMAを使用・シンバルはセイビアン）。キッスを崇拝しており、その他好きなアーティストとしてBibio、ビョーク、コールドプレイ、ドリーム・シアター、シガー・ロス、サーティー・セカンズ・トゥ・マーズ、植松伸夫、久石譲などを挙げる。
主な愛称はゾっくん。血液型はA型。趣味は映画、旅、新日本プロレス、HR/HM、赤い靴。
好物はゆでたまご。たまねぎ、虫、球技が苦手。レオパードゲッコーを飼っている。
『大人数の場所はあまり好まない』と公言するが、人付き合いは多く社交的でジャンル問わず様々なアーティストと交流がある。

## ディスコグラフィ

### BVCCI HAYNES

#### シングル
|     | リリース日     | タイトル    |
| --- | -------------- | ----------- |
| 1st | 2013年12月25日 | Hello hello |
| 2nd | 2014年7月8日   | Squall      |
| 3rd | 2014年12月16日 | IX Lives    |

#### アルバム
|     | リリース日    | タイトル |
| --- | ------------- | -------- |
| 1st | 2015年10月9日 | FUNERAL  |
| 2nd | 2020年11月1日 | Hiraeth  |

#### ミニアルバム
|     | リリース日    | タイトル |
| --- | ------------- | -------- |
| 1st | 2018年6月30日 | Cont;nue |

### 参加作品
| リリース日     | アーティスト | タイトル                        | 収録作品                 |
| -------------- | ------------ | ------------------------------- | ------------------------ |
| 2016年2月17日  | ANOMIY.      | Appetizer(M1-6)                 | Appetizer                |
| 2016年10月26日 | 相川七瀬     | 15パーセントの嘘                | NOW OR NEVER             |
| 2016年11月16日 | AKi          | STORY(M1-4)                     | STORY                    |
| 2018年7月24日  | BAROQUE      | FLOWER OF ROMANCE(M1,2)         | FLOWER OF ROMANCE        |
| 2018年12月25日 | BAROQUE      | YOU(M1,2,3)                     | YOU                      |
| 2019年7月2日   | AKi          | Monolith(M1,2,3,4)              | Monolith                 |
| 2019年7月30日  | BAROQUE      | PUER ET PUELLA(M2,3,4,7,8,9,12) | PUER ET PUELLA           |
| 2020年1月28日  | BAROQUE      | SIN DIVISION(M1,2,4,5,7,11)     | SIN DIVISION             |
| 2020年6月17日  | AKi          | Collapsed Land(M2,7,9)          | Collapsed Land           |
| 2021年7月14日  | 大塚紗英     | スター街道(M1,2,3,4,5,6)        | スター街道               |
| 2021年7月14日  | GYROAXIA     | WITHOUT ME(M1)                  | WITHOUT ME/BREAK IT DOWN |

## 出演

### 映画
- 縁 -enishi-（2011年） - ケイジ 役

### 舞台
- ゼロの無限音階（2021年） - ノア 役